# Michael T. Hannan
Michael Thomas Hannan (* 14. Juli 1943) ist ein US-amerikanischer Soziologe und emeritierter „StrataCom Professor of Management and Professor of Sociology“ an der Stanford Graduate School of Business. Bekanntheit erlangte er für seine mit John H. Freeman geleistete Arbeit zum Population Ecology-Ansatz.

## Leben
Mit einem B.A. vom College of the Holy Cross (1965) wechselte er an die University of North Carolina, Chapel Hill, wo er 1968 mit seinem M.A. abschloss, gefolgt von seinem Ph.D. in Soziologie, 1970.
Er begann seine akademische Karriere als Assistant Professor an der Stanford University, wo er bis zum Professor für Soziologie aufstieg. 1984 wechselte er als „Scarborough Professor of Social Sciences“ an die Cornell University, wo er auf den dort zur gleichen Zeit tätigen Freeman traf. 1991 wechselte er zurück an die Stanford University und übernahm die Professur für Soziologie und Management. Ab 2005 arbeitete Hannan auch als Gastprofessor an der Durham University in Großbritannien. 2015 wurde Hannan emeritiert.

## Arbeiten

### Population Ecology-Ansatz
Hannan und Freeman waren die ersten, die eine detaillierte Theorie zur Bevölkerungsökologie (eng. population ecology) veröffentlichten. Der 1977 im American Journal of Sociology erschienene Artikel erweiterte das Fach der Organisationswissenschaften um einen grundsätzlichen Forschungszweig. Die wichtigsten Thesen sind:
- Der Ansatz betrachtet sich als Alternative zur vorherrschenden Adaptionstheorie, nach welcher sich Organisationen veränderten Umweltbedingungen anpassen. Die Beharrungskräfte innerhalb von Organisationen, die durch die Anforderungen an Zuverlässigkeit und Verantwortlichkeit gekennzeichnet sind, deuten auf eine bevorzugte Verwendung von Modellen hin, welche Konkurrenz und Selektion stärker betonen. Verschiedene Modelle werden beleuchtet.[6]
- Die Organisationsökologie beginnt mit der Gründung von Organisationen („Geburten“), schreitet mit Wachstum und Veränderung fort und endet mit dem Auflösen („Sterben“) der Organisation. Im Fokus bleibt dabei die Gesamtzahl der Organisationen in einer (ökologischen) Nische, die den Organisationen ihren „Lebensraum“ bietet.

## Ehrungen
1991 wählte die American Academy of Arts and Sciences Hannan als Fellow und im gleichen Jahr wurde er als Distinguished Scholar durch die Organization Theory and Management Division der Academy of Management ausgezeichnet. 1987 wurde er mit einem Guggenheim-Stipendium in Soziologie ausgezeichnet, sowie 1992, gemeinsam mit Freeman, und 2002 mit dem Max-Weber-Award der American Sociological Association. 2003 wurde eine Veröffentlichung Hannons mit dem Best Paper Award in Mathematical Sociology der American Sociological Association ausgezeichnet und 2014 verlieh ihm das Princeton Sociology Department den Theorodology Prize.

## Bibliografie

### Bücher
- Michael T. Hannan, Glenn R. Carroll, Dynamics of Organizational Populations: Density, Legitimation and Competition; Oxford University Press, 1992.
- Michael T. Hannan, Aggregation and Disaggregation in the Social Sciences, Lexington Books, 1992.
- Michael T. Hannan und John H. Freeman. Organizational ecology. Harvard University Press, 1993.
- Glenn R. Carroll, Michael T. Hannan, The Demography of Corporations and Industries; Princeton: Princeton University Press, 2000.
- Michael T. Hannan, László Pólos, Glenn R. Carroll, Logics of Organization Theory: Audiences, Codes, and Ecologies; Princeton: Princeton University Press, 2007

### Kapitel
James N. Baron, Michael T. Hannan, Greta Hsu, Ozgecan Kozak, Gender and the organization-building process in young, high-tech firms; The New Economic Sociology: Developments in an Emerging Field. New York: Russell Sage Foundation, 2002, Seiten 245–273.

### Artikel
- Michael T. Hannan und John H. Freeman, The population ecology of organizations. American journal of sociology 82.5 (1977): 929–964.
- Michael T. Hannan und John H. Freeman, Structural inertia and organizational change. American sociological review (1984): 149–164.
- Michael T. Hannan, László Pólos and Glenn R. Carrol, The Evolution of Inertia, Industrial and Corporate Change, 2004, Volume 13, Number 1, Seiten 213–242; DOI:10.1093/icc/13.1.213;